# Susie Orbach

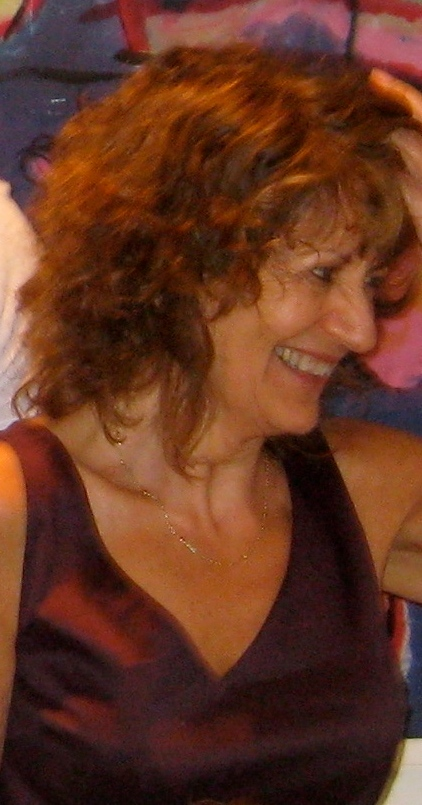
Susie Orbach (2010)

Susie Orbach (* 6. November 1946 in Chalk Farm, London) ist eine britische Journalistin, Psychotherapeutin und Psychoanalytikerin. Orbach vertritt in ihren Publikationen und im öffentlichen Diskurs eine feministische Position. International bekannt wurde sie durch ihre psychoanalytische Behandlung von Essstörungen.

## Leben
Susie Orbach wuchs als Tochter eines britischen Parlamentsabgeordneten und einer amerikanischen Lehrerin nördlich von London auf.
Mit ihrem ersten Buch Fat Is a Feminist Issue (1978) und dessen zeitnah folgenden Übersetzungen eroberte sie die internationalen Bestsellerlisten, das Buch gilt bis heute als "one of the most widely read texts of the British women's liberation movement".
1976 hatte Susie Orbach gemeinsam mit Luise Eichenbaum das Woman's Therapy Centre in London gegründet, 1981 begründete sie das Women’s Therapy Centre Institute in New York. Während ihrer psychoanalytischen Weiterbildung war Orbach bei Anne-Marie Sandler in Lehranalyse. Nach deren Tod verfasste sie in der britischen Tageszeitung The Guardian, für die sie zehn Jahre lang als Kolumnistin tätig war und nach wie vor schreibt, einen Nachruf.
Orbach war Gastprofessorin an der New School for Social Research in New York und zehn Jahre lang Gastprofessorin an der London School of Economics and Political Science.
Susie Orbach war Beraterin und Mitentwicklerin einer seit 2004 laufenden Werbe- und Marketingkampagne, "in der 'normale' Frauen verschiedener Altersgruppen die Vielfalt von Frauenkörpern repräsentieren". Sie ist Vorsitzende von Endangered Bodies, einer Organisation, die sich gegen Unzufriedenheit mit dem eigenen Körper engagiert. Ihre Expertise brachte sie gleichermaßen bei der Weltbank ein wie beim National Health Service, auch ist sie Sonderberaterin für das Gleichstellungsministerium in Großbritannien zum Thema Körperbild.
Susie Orbach war der britischen Schriftstellerin Jeanette Winterson bei der aufwändigen Suche nach ihrer leiblichen Mutter behilflich. Die langjährige Liebesbeziehung von Orbach und Winterson, die 2015 auch in einer Eheschließung Ausdruck fand, endete 2019.

## Trivia
Orbach nimmt aktiv an der öffentlichen Debatte um Auswege aus der Klimakrise teil; so unterzeichnete sie im Oktober 2018 gemeinsam mit zahlreichen anderen Wissenschaftlern im Guardian einen offenen Brief, in dem der britischen Regierung ein Versagen im Klimaschutz vorgeworfen und die Dekarbonisierung der Wirtschaft gefordert wird. Damit erklärte sie zugleich, Extinction Rebellion, eine zu zivilem Ungehorsam in der Klimafrage aufrufenden Graswurzelbewegung, zu unterstützen. Sie ist zudem Mitunterzeichnerin eines weiteren offenen Briefes vom Dezember 2018, der betont, die Klimakrise schreite schneller voran, als ursprünglich vorhergesagt, und der Politik ein Scheitern bei der Thematisierung der Krise vorwirft. Er ist zugleich ein Aufruf, sich Bewegungen wie Extinction Rebellion anzuschließen und Konsumverzicht zu praktizieren.

## Schriften (Auswahl)
- Fat Is a Feminist Issue / Antidiätbuch. Über die Psychologie der Dickleibigkeit, die Ursachen von Esssucht. München, Frauenoffensive 1979, ISBN 9783881040525
- Fat Is a Feminist Issue II / Antidiätbuch II. Eine praktische Anleitung zur Überwindung von Essucht. München, Frauenoffensive, 1982
- Feministische Psychotherapie. München, Kösel, 1984
- Ganz Frau und wirklich frei. Düsseldorf: Econ-Verlag, 1984
- Was wollen die Frauen? Reinbek bei Hamburg: Rowohlt, 1986
- Hungerstreik. Düsseldorf: Econ-Verlag, 1987
- Bitter und süss. Düsseldorf: Econ-Verlag, 1987
- Frauen unter sich. München: Heyne, 1989
- Magersucht. Düsseldorf: ECON-Taschenbuch-Verl., 1997
- Intime Beziehungen, schwierige Gefühle. München: Frauenoffensive, 2001
- Lob des Essens. München: Goldmann, 2003
- Bodies. Schlachtfelder der Schönheit. Arche, Zürich, Hamburg 2010, ISBN 978-3-7160-2631-1.
- Hrsg. (mit Rachel Holmes und Lisa Appignanesi): Fifty Shades of Feminism. Virago, London, 2013
- In Therapy. London: Profile, 2016
- Bodies. Schlachtfelder der Schönheit[16]. Aus dem Englischen übersetzt von Cornelia Holfelder-von Tann, Arche, 2021, ISBN 	978-3-7160-2799-8